# 秋津知子
秋津 知子（あきつ ともこ、1939年（昭和14年）1月1日 - ）は日本の翻訳家。

## 経歴
東京都出身。
1961年、津田塾大学英文科卒。 
同年、日本出版貿易勤務を経て、1963年太平洋テレビジョン勤務に転じテレビ映画の翻訳に従事した。

## 訳書
- 『法廷の魔術師』（ソル・スタイン、早川書房、Hayakawa novels 1979
- 『リビング・ルーム』（ソル・スタイン、早川書房、Hayakawa novels） 1980
- 『エラリイ・クイーンの世界』（フランシス・M・ネヴィンズ Jr.、共訳、早川書房） 1980
- 『浅すぎる墓』（ジャック・S・スコット、早川書房、世界ミステリシリーズ） 1980
- 『スペシャリストと犯罪』（ローレンス・トリート編、早川書房、ハヤカワ・ミステリ文庫） 1984
- 『御先祖様はアトランティス人 : ユーモアと風刺あふれるアメリカSF』（ヘンリー・カットナー、朝日ソノラマ、ソノラマ文庫、海外シリーズ7)  1984
- 『シャーロック・ホームズのライヴァルたち 3』（押川曠編、早川書房、ハヤカワ・ミステリ文庫） 1984
- 『偶然の犯罪』（ジョン・ハットン、早川書房、Hayakawa novels)  1985、のち文庫
- 『身代りの樹』（ルース・レンデル、早川書房、世界ミステリシリーズ） 1986、のち文庫
- 『オールド・マネー』（レイシー・フォズバーグ、早川書房、ハヤカワ・ミステリ文庫） 1987
- 『別れの儀式』（S・F・X・ディーン、早川書房、ハヤカワ・ミステリ） 1988
- 『秋から夏まで』（マリアン・サーム、早川書房、Hayakawa novels、Novels for her） 1988
- 『死ぬほど会いたい』（B・M・ギル、ハヤカワ文庫、ミステリアス・プレス文庫） 1989
- 『卒業十三年目の殺人』（ジュディス・ゲスト,レベッカ・ヒル、早川書房、Hayakawa novels） 1990
- 『偽りの名画』（アーロン・エルキンズ、ハヤカワ文庫、ミステリアス・プレス文庫） 1993、のちハヤカワミステリ文庫で再刊
- 『一瞬の光』（アーロン・エルキンズ、ハヤカワ文庫、ミステリアス・プレス文庫） 1993
- 『桟橋で読書する女』（マーサ・グライムズ、文芸春秋、文春文庫） 1994
- 『画商の罠』（アーロン・エルキンズ、ハヤカワ文庫、ミステリアス・プレス文庫） 1995
- 『クローディアの告白 : ある分裂病患者の謎 』上・下（ダニエル・キイス、早川書房） 1995、のち文庫
- 『眠り姫』（ダニエル・キイス、早川書房） 1998、のち文庫
- 『タッチ』（ダニエル・キイス、早川書房） 2005、のち文庫
- 『モーフィー時計の午前零時 : チェス小説アンソロジー』（ジーン・ウルフ,フリッツ・ライバー他、若島正編、共訳、国書刊行会） 2009
- 『ミステリマガジン700 : 創刊700号記念アンソロジー 海外篇』（杉江松恋編、共訳、早川書房、ハヤカワ・ミステリ文庫） 2014

### レジナルド・ヒル
- 『殺人のすすめ』（レジナルド・ヒル、早川書房、世界ミステリシリーズ、ダルジール警視シリーズ） 1980

- 『社交好きの女』（レジナルド・ヒル、早川書房、世界ミステリシリーズ、ダルジール警視シリーズ） 1982

- 『パスコーの幽霊』（レジナルド・ヒル、早川書房、世界ミステリシリーズ、ダルジール警視シリーズ） 1983

- 『死にぎわの台詞』（レジナルド・ヒル、早川書房、世界ミステリシリーズ、ダルジール警視シリーズ） 1988

- 『子供の悪戯』（レジナルド・ヒル、早川書房、世界ミステリシリーズ、ダルジール警視シリーズ） 1989

- 『骨と沈黙』（レジナルド・ヒル、早川書房、世界ミステリシリーズ、ダルジール警視シリーズ） 1992

- 『骨と沈黙』（レジナルド・ヒル、早川書房、ハヤカワ・ミステリ文庫） 1995

- 『ダルジール警視と四つの謎』（レジナルド・ヒル、共訳、早川書房、ハヤカワ・ミステリ文庫） 1997

- 『完璧な海外』（レジナルド・ヒル、早川書房、ハヤカワ・ミステリ、ダルジール警視シリーズ） 1998

- 『ベウラの頂』（レジナルド・ヒル、早川書房、ハヤカワ・ミステリ、ダルジール警視シリーズ） 2000

- 『死者との対話』（レジナルド・ヒル、早川書房、ハヤカワ・ミステリ、ダルジール警視シリーズ） 2003

### ポーラ・ゴズリング
- 『ゼロの罠』（ポーラ・ゴズリング、早川書房、世界ミステリシリーズ） 1981
- 『負け犬のブルース』（ポーラ・ゴズリング、早川書房、世界ミステリシリーズ） 1982、のち文庫
- 『赤の女』（ポーラ・ゴズリング、早川書房、世界ミステリシリーズ） 1984
- 『モンキー・パズル』（ポーラ・ゴズリング、早川書房、世界ミステリシリーズ） 1985、のち文庫
- 『ウィッチフォード連続殺人』（ポーラ・ゴズリング、早川書房、ハヤカワ・ミステリ文庫） 1989
- 『殺意のバックラッシュ』（ポーラ・ゴズリング、早川書房、ハヤカワ・ミステリ） 1991
- 『ゼロの罠』（ポーラ・ゴズリング、早川書房、ハヤカワ・ミステリ文庫） 1991
- 『死の宣告』（ポーラ・ゴズリング、早川書房、ハヤカワ・ミステリ文庫） 1993
- 『ブラックウォーター湾の殺人』（ポーラ・ゴズリング、早川書房、ハヤカワ・ミステリ） 1994、のち文庫
- 『赤の女』（ポーラ・ゴズリング、早川書房、ハヤカワ・ミステリ文庫） 1994
- 『殺意のバックラッシュ』（ポーラ・ゴズリング、早川書房、ハヤカワ・ミステリ文庫） 1996